# Hypena disclusalis
Hypena disclusalis là một loài bướm đêm trong họ Erebidae.